# Polen op de Olympische Winterspelen 2010

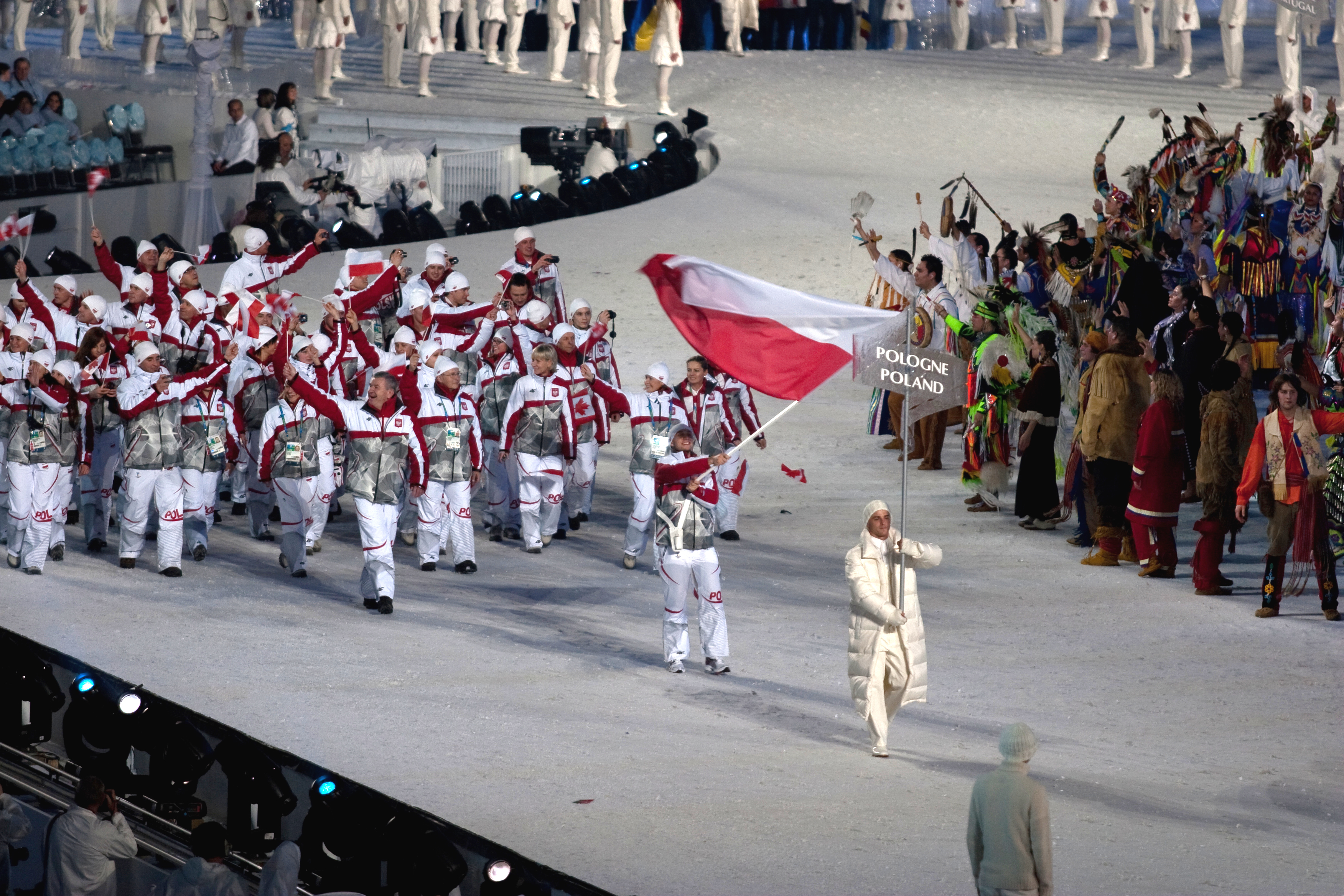
Poolse deelnemers bij openingsceremonie

Tijdens de Olympische Winterspelen van 2010, die in Vancouver (Canada) werden gehouden, nam Polen voor de eenentwintigste keer deel aan de Winterspelen.

## Medailleoverzicht
| Sport          | Olympiër                                                    | Discipline                      | Medaille |
| -------------- | ----------------------------------------------------------- | ------------------------------- | -------- |
| Langlaufen     | Justyna Kowalczyk                                           | 30 km (v)                       | Goud     |
| Schansspringen | Adam Małysz                                                 | normale schans                  | Zilver   |
| Schansspringen | Adam Małysz                                                 | grote schans                    | Zilver   |
| Langlaufen     | Justyna Kowalczyk                                           | sprint individueel klassiek (v) | Zilver   |
| Langlaufen     | Justyna Kowalczyk                                           | 15 km achtervolging (v)         | Brons    |
| Schaatsen      | Katarzyna Bachleda-Curuś Katarzyna Woźniak Luiza Zlotkowska | ploegachtervolging (v)          | Brons    |

## Deelnemers en resultaten

### Alpineskiën
| Olympiër                   | Discipline          | Resultaat | Prestatie                       |
| -------------------------- | ------------------- | --------- | ------------------------------- |
| Agnieszka Gąsienica-Daniel | Afdaling (v)        | 32e       | 1.55,10 (+10,91)                |
| Agnieszka Gąsienica-Daniel | Reuzenslalom (v)    | DNF       | DNF-1                           |
| Agnieszka Gąsienica-Daniel | Slalom (v)          | 35e       | 1.52,19 (+9,30) — 57,06+55,13   |
| Agnieszka Gąsienica-Daniel | Supercombinatie (v) | 25e       | 2.16,24 (+7,12) — 1.30,28+45,96 |
| Agnieszka Gąsienica-Daniel | Super G (v)         | 23e       | 1.24,31 (+4,17)                 |

### Biatlon
| Olympiër                                                           | Discipline                | Resultaat | Prestatie |
| ------------------------------------------------------------------ | ------------------------- | --------- | --- |
| Tomasz Sikora                                                      | 10 km sprint (m)          | 29e       | 26.16,2 (+2.08,4) pen.: 2 (0 + 2)                                                                            |
| Tomasz Sikora                                                      | 12,5 km achtervolging (m) | 18e       | 35.14,3 (+1.35,9) pen.: 3 (1 + 1 + 0 + 1)                                                                    |
| Tomasz Sikora                                                      | 20 km individueel (m)     | 7e        | 49.43,8 (+1.21,3) pen.: 2 (1 + 1 + 0 + 0)                                                                    |
| Tomasz Sikora                                                      | 15 km massastart (m)      | 11e       | 36.13,1 (+0.37,4) pen.: 3 (2 + 1 + 0 + 0)                                                                    |
| Łukasz Szczurek                                                    | 10 km sprint (m)          | 85e       | 29.02,0 (+4.54,2) pen.: 2 (1 + 1)                                                                            |
| Łukasz Szczurek                                                    | 20 km individueel (m)     | 59e       | 54.36,7 (+6.14,2) pen.: 3 (1 + 0 + 1 + 1)                                                                    |
|                                                                    |                           |           | |
| Agnieszk Cyl                                                       | 7,5 km sprint (v)         | 42e       | 21.55,2 (+1.59,6) pen.: 0 (0 + 2)                                                                            |
| Agnieszk Cyl                                                       | 10 km achtervolging (v)   | 25e       | 33.08,4 (+2.52,4) pen.: 1 (1 + 0 + 0 + 0)                                                                    |
| Agnieszk Cyl                                                       | 15 km individueel (v)     | 7e        | 42.32,5 (+1.39,7) pen.: 1 (0 + 1 + 0 + 0)                                                                    |
| Agnieszk Cyl                                                       | 12,5 km massastart (v)    | 23e       | 37.54,7 (+2.35,1) pen.: 5 (0 + 1 + 2 + 2)                                                                    |
| Magdalena Gwizdoń                                                  | 7,5 km sprint (v)         | 35e       | 21.48,9 (+1.53,3) pen.: 0 (0 + 2)                                                                            |
| Magdalena Gwizdoń                                                  | 10 km achtervolging (v)   | 31e       | 33.45,8 (+3.29,8) pen.: 2 (0 + 1 + 1 + 0)                                                                    |
| Magdalena Gwizdoń                                                  | 15 km individueel (v)     | 59e       | 46.46,7 (+5.53,9) pen.: 4 (0 + 3 + 1 + 0)                                                                    |
| Weronika Nowakowska                                                | 7,5 km sprint (v)         | 36e       | 21.49,4 (+1.53,8) pen.: 3 (0 + 3)                                                                            |
| Weronika Nowakowska                                                | 10 km achtervolging (v)   | 28e       | 33.24,2 (+3.08,2) pen.: 2 (0 + 0 + 1 + 1)                                                                    |
| Weronika Nowakowska                                                | 15 km individueel (v)     | 5e        | 41.57,5 (+1.04,7) pen.: 1 (0 + 0 + 0 + 1)                                                                    |
| Weronika Nowakowska                                                | 12,5 km massastart (v)    | 21e       | 37.34,0 (+2.14,4) pen.: 4 (1 + 2 + 1 + 0)                                                                    |
| Krystyna Pałka                                                     | 7,5 km sprint (v)         | 21e       | 20.54,3 (+0.58,7) pen.: 0 (0 + 0)                                                                            |
| Krystyna Pałka                                                     | 10 km achtervolging (v)   | 24e       | 33.07,6 (+2.51,6) pen.: 2 (1 + 0 + 1 + 0)                                                                    |
| Krystyna Pałka                                                     | 15 km individueel (v)     | 15e       | 43.09,6 (+2.16,8) pen.: 1 (0 + 1 + 0 + 0)                                                                    |
| Krystyna Pałka                                                     | 12,5 km massastart (v)    | 20e       | 37.22,6 (+2.03,0) pen.: 1 (1 + 0 + 0 + 0)                                                                    |
| Krystyna Palka Magdalena Gwizdoń Weronika Novakowska Agnieszka Cyl | 4×6 km estafette (v)      | 12e       | 1:12.54,3 (+3.18,0) pen.:1 (0+5 1+7) 18.21,2 (0+2 0+2) 19.10,2 (0+0 0+1) 17.55,7 (0+3 1+3) 17.27,2 (0+0 0+1) |

### Bobsleeën
| Olympiër                                                     | Discipline      | Resultaat | Prestatie                               |
| ------------------------------------------------------------ | --------------- | --------- | --------------------------------------- |
| Dawid Kupczyk Marcin Piotr Niewia                            | tweemansbob (m) | 16e       | 3.30,50 (52,45 / 52,91 / 52,42 / 52,72) |
| Dawid Kupczyk Michal Zblewski Pawel Mroz Marcin Piotr Niewia | viermansbob (m) | 14e       | 3.28,53 (51,94 / 51,96 / 51,35 / 51,28) |

### Freestylskiën
| Olympiër        | Discipline    | Resultaat | Prestatie                                                                      |
| --------------- | ------------- | --------- | ------------------------------------------------------------------------------ |
| Karolina Riemen | ski cross (v) | 16e       | kwalificatie: 26e (1.21,36) achtste finale: 2e kwartfinale: 4e - uitgeschakeld |

### Kunstrijden
| Olympiër                         | Discipline | Resultaat | Prestatie                                         |
| -------------------------------- | ---------- | --------- | ------------------------------------------------- |
| Przemysław Domański              | mannen     | 28e       | 52.14 (korte kür: 52.14, vrije kür: niet bereikt) |
| Anna Jurkiewicz                  | vrouwen    | 30e       | 36.10 (korte kür: 36.10, vrije kür: niet bereikt) |
| Joanna Sulej Mateusz Chruscinski | paren      | 18e       | 125.82 (korte kür: 39.30, vrije kür: 86.52)       |

### Langlaufen
| Olympiër                                                                       | Discipline              | Resultaat | Prestatie |
| ------------------------------------------------------------------------------ | ----------------------- | --------- | --- |
| Janusz Krężelok                                                                | sprint (m)              | KF        | kwalificatie: 3.41.34 (+6,77) 27e; kwartfinale-2: 3.41,1 (+4,2) 6e                                               |
| Maciej Kreczmer                                                                | sprint (m)              | KF        | kwalificatie: 3.41.35 (+6,78) 28e; kwartfinale-5: 3.39,6 (+1,8) 5e                                               |
| Maciej Kreczmer                                                                | 15 km vrije stijl (m)   | 66e       | 37.38,0 (+4.01,7)                                                                                                |
| Maciej Kreczmer Janusz Krężelok                                                | teamsprint (m)          | HF        | halve finale-1: 19.07,2 (6e)                                                                                     |
|                                                                                |                         |           | |
| Sylwia Jaśkowiec                                                               | 10 km vrije stijl (v)   | 28e       | 26.37,2 (+1.38,8)                                                                                                |
| Sylwia Jaśkowiec                                                               | 15 km achtervolging (v) | 34e       | 42.54,8 (+2.56,7)                                                                                                |
| Sylwia Jaśkowiec                                                               | 30 km klassiek (v)      | 25e       | 1:34.59,1 (+4.25,4)                                                                                              |
| Justyna Kowalczyk                                                              | sprint (v)              | Zilver    | kwalificatie: 3.43,35 (+5,30) 5e; kwartfinale-3: 3.38,8 (1e); halve finale-2: 3.38,9 (1e); finale: 3.40,3 (+1,1) |
| Justyna Kowalczyk                                                              | 10 km vrije stijl (v)   | 5e        | 25.20,1 (+21,7)                                                                                                  |
| Justyna Kowalczyk                                                              | 15 km achtervolging (v) | Brons     | 40.07,0 (+9,3)                                                                                                   |
| Justyna Kowalczyk                                                              | 30 km klassiek (v)      | Goud      | 1:30.33,7 |
| Kornelia Marek                                                                 | 10 km vrije stijl (v)   | 39e       | 27.12,6 (+2.14,2)                                                                                                |
| Kornelia Marek                                                                 | 15 km achtervolging (v) | 35e       | 42.56,9 (+2.58,8)                                                                                                |
| Kornelia Marek                                                                 | 30 km klassiek (v)      | 11e       | 1:33.15,4 (+2.41,7)                                                                                              |
| Paulina Maciuszek                                                              | 10 km vrije stijl (v)   | 45e       | 27.22,1 (+2.23,7)                                                                                                |
| Paulina Maciuszek                                                              | 15 km achtervolging (v) | 52e       | 44.56,6 (+4.58,5)                                                                                                |
| Paulina Maciuszek                                                              | 30 km klassiek (v)      | 29e       | 1:36.31,7 (+5.58,0)                                                                                              |
| Kornelia Marek Sylwia Jaśkowiec                                                | teamsprint (v)          | 9e        | halve finale-1: 18.44,1 (4e); finale: 18.59,1 (+55,4)                                                            |
| Team Polen Kornelia Marek Justyna Kowalczyk Paulina Maciuszek Sylwia Jaśkowiec | 4× 5 km (v)             | 6e        | 56.29,4 (+1.09,9) 15.25,3 14.00,3 13.38,4 13.25,4                                                                |

### Rodelen
| Olympiër            | Discipline | Resultaat | Prestatie                                    |
| ------------------- | ---------- | --------- | -------------------------------------------- |
| Maciej Kurowski     | mannen     | 23e       | 3.17,027 (49,427 / 49,200 / 49,361 / 49,039) |
|                     |            |           |                                              |
| Ewelina Staszulonek | vrouwen    | 9e        | 2.47,621 (41,975 / 41,816 / 41,948 / 41,882) |

### Schaatsen
| Olympiër                                                    | Discipline               | Resultaat | Prestatie                                                                                               |
| ----------------------------------------------------------- | ------------------------ | --------- | --- |
| Maciej Biega                                                | 500 m (m)                | 38e       | 74,576 (36,642 + 37,934)                                                                                |
| Maciej Ustynowicz                                           | 500 m (m)                | 22e       | 71,349 (35,596 + 35,753)                                                                                |
| Maciej Ustynowicz                                           | 1000 m (m)               | 32e       | 1.12,10                                                                                                 |
| Konrad Niedźwiedzki                                         | 500 m (m)                | 30e       | 72,362 (36,183 + 36,179)                                                                                |
| Konrad Niedźwiedzki                                         | 1000 m (m)               | 27e       | 1.11,24                                                                                                 |
| Konrad Niedźwiedzki                                         | 1500 m (m)               | 17e       | 1.48,15                                                                                                 |
| Zbigniew Bródka                                             | 1500 m (m)               | 27e       | 1.49,45                                                                                                 |
| Sławomir Chmura                                             | 5000 m (m)               | 16e       | 6.33,20                                                                                                 |
| Sebastian Druszkiewicz                                      | 10.000 m (m)             | 14e       | 13.49,31                                                                                                |
|                                                             |                          |           | |
| Katarzyna Bachleda-Curuś                                    | 1000 m (v)               | 31e       | 1.19,00                                                                                                 |
| Katarzyna Bachleda-Curuś                                    | 1500 m (v)               | 15e       | 1.59,53                                                                                                 |
| Luiza Złotkowska                                            | 1500 m (v)               | 34e       | 2.04,01                                                                                                 |
| Natalia Czerwonka                                           | 1500 m (v)               | 36e       | 2.05,00                                                                                                 |
| Natalia Czerwonka                                           | 3000 m (v)               | 24e       | 4.19,13                                                                                                 |
| Katarzyna Woźniak                                           | 3000 m (v)               | 28e       | 4.22,35                                                                                                 |
| Katarzyna Bachleda-Curuś Katarzyna Woźniak Luiza Złotkowska | ploegenachtervolging (v) | Brons     | KF: 3.02,90, won van Rusland HF: 3.02,91, verloor van Japan Om brons: 3.03,73, won van Verenigde Staten |

### Schansspringen
| Olympiër                                                  | Discipline              | Resultaat | Prestatie |
| --------------------------------------------------------- | ----------------------- | --------- | --- |
| Stefan Hula                                               | normale schans ind. (m) | 31e       | 112,5 p. (95,0 m en dnq) kwalificatie 17e — 125,5 p. (101,5 m) |
| Stefan Hula                                               | grote schans ind. (m)   | 19e       | 217,2 p. (122,5,0 m en 124,0 m) kwalificatie 14e — 127,6 p. (132,0 m) |
| Adam Małysz                                               | normale schans ind. (m) | Zilver    | 269,5 p. (103,5 m en 105,0 m) gekwalificeerd vanwege top-10 plaats in de actuele wereldbekerstand                                                                                    |
| Adam Małysz                                               | grote schans ind. (m)   | Zilver    | 269,4 p. (137,0 m en 133,5 m) gekwalificeerd vanwege top-10 plaats in de actuele wereldbekerstand                                                                                    |
| Krzysztof Miętus                                          | normale schans ind. (m) | 36e       | 109 p. (94,0 m en dnq) kwalificatie 15e — 126,5 p. (101,5 m) |
| Krzysztof Miętus                                          | grote schans ind. (m)   | 36e       | 84,7 p. (111,5,0 m en dnq) kwalificatie 16e — 127 p. (132,5,0 m) |
| Kamil Stoch                                               | normale schans ind. (m) | 27e       | 232 p. (98,5 m en 95,5 m) kwalificatie 12e — 127,5 p. (103,0 m) |
| Kamil Stoch                                               | grote schans ind. (m)   | 14e       | 224,1 p. (126,0 m en 123,5 m) kwalificatie 17e — 125,3 p. (131,0 m) |
| Team Stefan Hula Łukasz Rutkowski Kamil Stoch Adam Małysz | grote schans team (m)   | 6e        | 996,7 punten 122,2 p. (129,0 m.) + 118,5 p. (127,5 m.) 108,4 p. (123,0 m.) + 118,5 p. (127,5 m.) 116,2 p. (126,5 m.) + 132,6 p. (134,5 m.) 137,2 p. (136,5 m.) + 143,1 p. (139,5 m.) |

dnq: niet geplaatst voor de tweede ronde

### Shorttrack
| Olympiër             | Discipline | Resultaat | Prestatie                              |
| -------------------- | ---------- | --------- | -------------------------------------- |
| Jakub Jaworski       | 1500 m (m) | 27e       | vr5: 2.19,163 (4e)                     |
|                      |            |           |                                        |
| Paula Bzura          | 1000 m (v) | 14e       | vr8: 1.31,338 (2e), kf4: 1.32,662 (4e) |
| Paula Bzura          | 1500 m (v) | 33e       | vr5: gediskwalificeerd                 |
| Patrycja Maliszewska | 500 m (v)  | 29e       | vr3: 58,649 (4e)                       |
| Patrycja Maliszewska | 1500 m (v) | 29e       | vr1: 2.25,586 (6e)                     |

### Snowboarden
| Olympiër        | Discipline   | Resultaat | Prestatie                                                      |
| --------------- | ------------ | --------- | -------------------------------------------------------------- |
| Maciej Jodko    | cross (m)    | 28e       | kwalificatie: 27e (1.24,11) achtste finale: 3e - uitgeschakeld |
| Mateusz Ligocki | cross (m)    | 29e       | kwalificatie: 28e (1.24,11) achtste finale: 4e - uitgeschakeld |
| Michał Ligocki  | halfpipe (m) | 38e       | kwalificatie: 19e; 11,1 ptn (10,8 en 11,1) - uitgeschakeld     |
|                 |              |           |                                                                |
| Paulina Ligocka | halfpipe (v) | 28e       | kwalificatie: 28e; 11,1 ptn (10,9 en 11,1) - uitgeschakeld     |

Albanië · Algerije · Andorra · Argentinië · Armenië · Australië · Azerbeidzjan · België · Bermuda · Bosnië en Herzegovina · Brazilië · Bulgarije · Canada · Chili · China · Chinees Taipei · Colombia · Cyprus · Denemarken · Duitsland · Estland · Ethiopië · Finland · Frankrijk · Georgië · Ghana · Griekenland · Groot-Brittannië · Hongarije · Hongkong · Ierland · IJsland · India · Iran · Israël · Italië · Jamaica · Japan · Kaaimaneilanden · Kazachstan · Kirgizië · Kroatië · Letland · Libanon · Liechtenstein · Litouwen · Macedonië · Marokko · Mexico · Moldavië · Monaco · Mongolië · Montenegro · Nederland · Nepal · Nieuw-Zeeland · Noord-Korea · Noorwegen · Oekraïne · Oezbekistan · Oostenrijk · Pakistan · Peru · Polen · Portugal · Roemenië · Rusland · San Marino · Senegal · Servië · Slovenië · Slowakije · Spanje · Tadzjikistan · Tsjechië · Turkije · Verenigde Staten · Wit-Rusland · Zuid-Afrika · Zuid-Korea · Zweden · Zwitserland